# Axel Vennersten

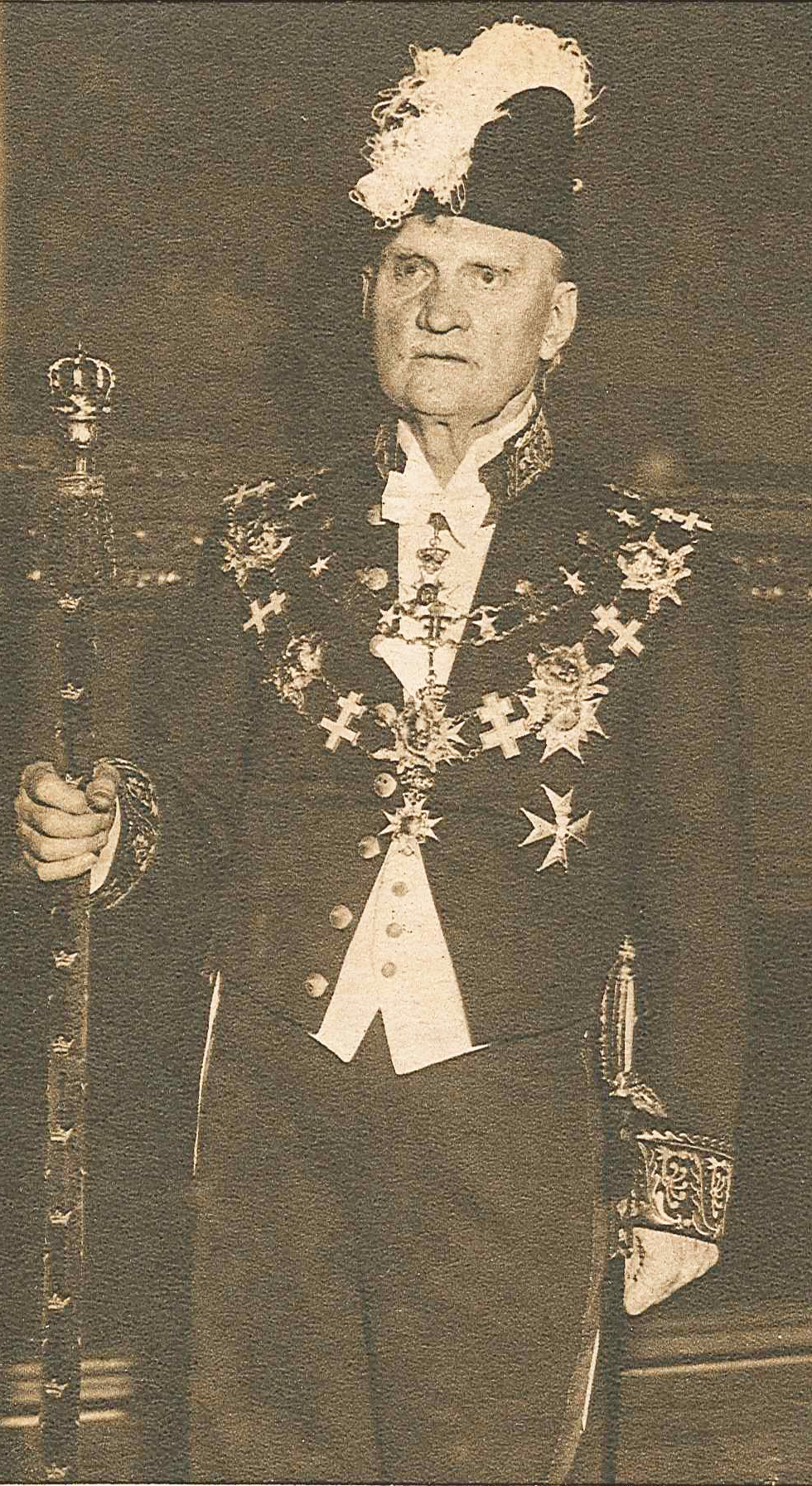
Axel Vennersten i full ornat som Sveriges riksmarskalk omkring 1942.

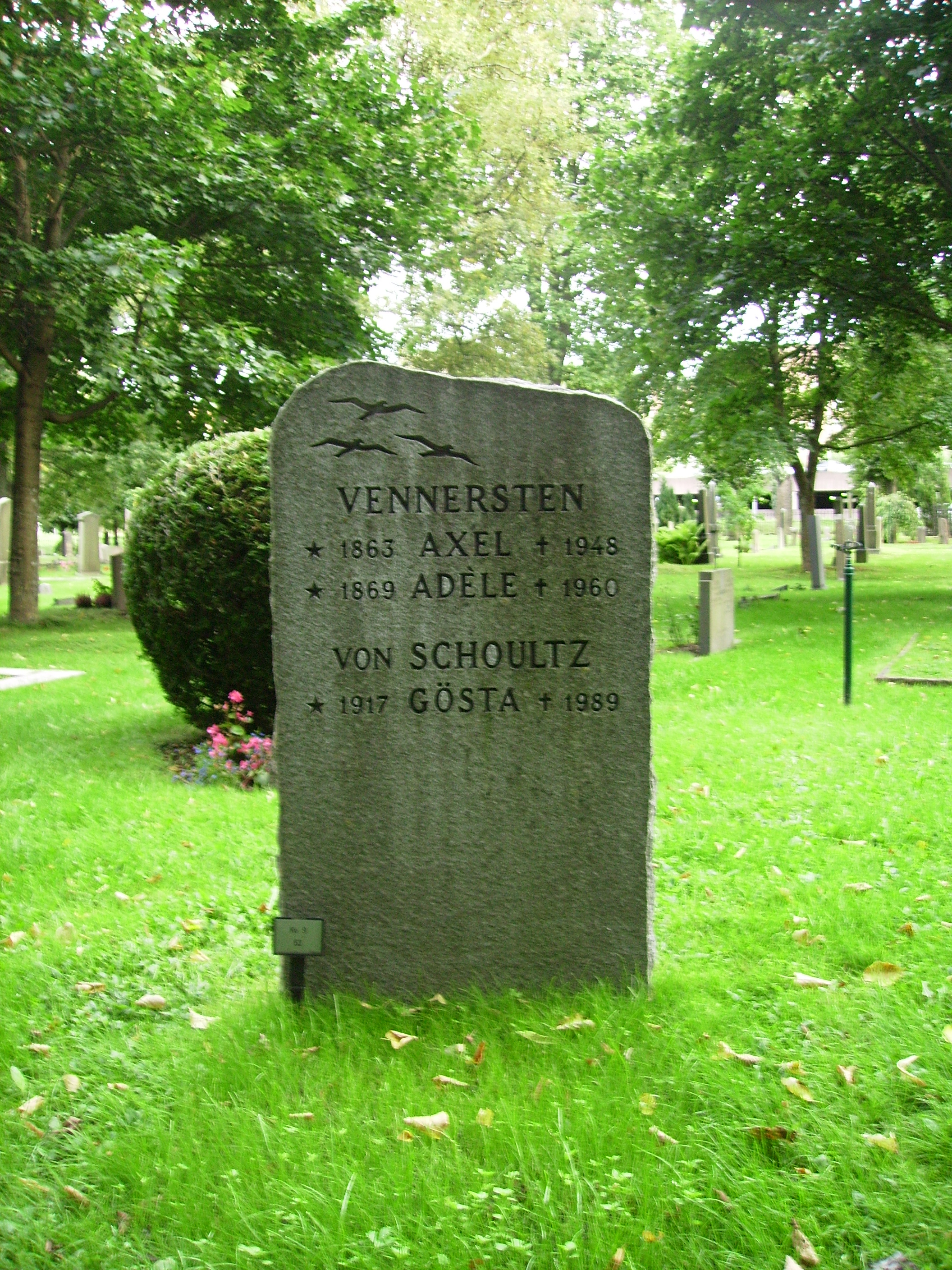
Axel Vennerstens gravvård på Norra begravningsplatsen.

Axel Fredrik Vennersten (i riksdagen kallad Vennersten i Borås och senare Vennersten i Stockholm), född 20 januari 1863 i Borås församling, död 22 mars 1948 i Stockholm, var en svensk industriman, politiker och hovman samt Sveriges finansminister 1914–1917.

## Biografi
Axel Vennersten fick sin tekniska elementarutbildning i Rheydt, Tyskland 1880–1881 och diplomerades till kemisk ingenjör i École de chimie i Mulhouse 1883. Åren 1883–1887 tjänstgjorde han som kemist i Mulhouse och 1887–1888 vid en textilfabrik i New York. Vid återkomsten till Sverige blev han delägare i faderns firma, J F Vennersten i Borås, och då denna 1895 ombildades till J.F. Vennerstens fabriks AB, blev han dess chef, en position som han behöll till 1915. Åren 1936 till 1946 var Axel Vennersten riksmarskalk.

### Politisk karriär
Åren 1895–1914 var Axel Vennersten ledamot av stadsfullmäktige i Borås. Han var landstingsman i Älvsborgs län 1903–1914 och var riksdagsledamot från 1906 (i andra kammaren 1906–1911 för Borås valkrets, 1912–1920 för Älvsborgs läns södra valkrets; i första kammaren 1921–1936 för Älvsborgs läns valkrets). Som sådan var han även talman i första kammaren 1928–1936.
Åren 1906–1909 var Vennersten ledamot av tulltaxekommittén, där han verkade för protektionism. År 1910 och vid flera tillfällen senare tjänstgjorde han som svensk representant vid traktatförhandlingar med Tyskland. Han var ledamot av Bevillningsutskottet 1911, vice ordförande 1912–1914, ledamot 1919–1920. Hans politiska karriär kröntes med posten som finansminister i Hjalmar Hammarskjölds ministär 1914–1917. Åren 1914–1917 var han även ordförande för Statens industrikommission.
Axel Vennersten var dessutom ordförande i Nationella partiet 1924. Han utsågs av Sveriges regering till ordförande för Handelshögskolan i Stockholms direktion,  Handelshögskolan i Stockholms högsta verkställande organ, 1935–1940.
Partipolitiskt tillhörde Vennersten nationella framstegspartiet 1906–1911, lantmanna- och borgarpartiet 1912–1914 samt från 1918 till 1920. Från 1915 till 1917 identifierade han sig som högervilde. Åren 1921–1928 tillhörde han det nationella partiet innan han åter identifierade sig som vilde, från 1929 till 1936.

### Familj
Axel Vennersten var son till Johan Fredrik Vennersten och Olivia Ottiliana Siedberg. Han gifte sig 1889 med Adèle Emilie Jagenburg (född 1869 i Kinnarumma, död 1960 i Engelbrekts församling, Stockholm), dotter till fabriksföreståndaren Ferdinand Gustav Jagenburg och Emilie Wülfing. Axel Vennersten hade ett fosterbarn: Anna, född 1898.

## Utmärkelser

### Svenska utmärkelser
- Riddare och kommendör av Kungl. Maj:ts orden (Serafimerorden), 6 juni 1931.[3]
- Konung Gustaf V:s jubileumsminnestecken med anledning av 70-årsdagen, 1928.[3]
- Kommendör med stora korset av Nordstjärneorden, 6 juni 1926.[4]
- Kommendör av första klassen av Nordstjärneorden, 5 juni 1915.[5]
- Kommendör av första klassen av Vasaorden, 6 juni 1922.[6]
- Kommendör av andra klassen av Vasaorden, 6 juni 1911.[7]
- Riddare av Carl XIII:s orden, 28 januari 1937.[8]

### Utländska utmärkelser
- Storkorset med briljanter av Danska Dannebrogorden, tidigast 1931 och senast 1940.[4][9]
- Storkorset av Finlands Vita Ros’ orden, tidigast 1931 och senast 1940.[4][9]
- Storkorset av Norska Sankt Olavs orden, tidigast 1931 och senast 1940.[4][9]
- Storkorset av Polska Polonia Restituta, tidigast 1925 och senast 1931.[4][5]
- Riddare av andra klassen av Preussiska Kronorden, tidigast 1909 och senast 1915.[10][11]

### Webbkällor
- Vennersten, Axel i Vem är det 1943